# Редуковане кільце
У абстрактній алгебрі редукованим називається кільце в якому немає ненульових нільпотентних елементів. Дане поняття є важливим у алгебричній геометрії де на його основі також вводиться поняття редукованої схеми.

## Означення
Нехай {\displaystyle R} — кільце. Воно називається редукованим якщо для кожного {\displaystyle r\in R}
{\displaystyle r^{n}=0\Leftrightarrow r=0}
Для комутативних кілець еквівалентно можна сказати, що кільце є редукованим, якщо його нільрадикал є нульовим ідеалом:
{\displaystyle {\sqrt {(0)}}=(0)}
- Еквівалентно, кільце є редукованим якщо для всіх {\displaystyle r\in R}:

{\displaystyle r^{2}=0\Leftrightarrow r=0}

## Приклади
- Кільце цілих чисел {\displaystyle \mathbb {Z} } і кільце многочленів над будь-яким полем є редукованими.
- Більш загально будь-яка область цілісносні є редукованим кільцем.
- Для будь-якого комутативного кільця R, кільце {\displaystyle R/{\sqrt {(0)}}} є редукованим. Більш загально кільце {\displaystyle R/I} є редукованим тоді і тільки тоді, коли ідеал I є радикальним, тобто {\displaystyle I={\sqrt {I}}}.
- Кільце {\displaystyle \mathbb {Z} /4} містить ненульовий нільпотентний елемент {\displaystyle 2} і тому не є редукованим. Натомість кільце {\displaystyle \mathbb {Z} /6} є редукованим і є прикладом редукованого комутативного кільце, що не є областю цілісності. В загальному випадку {\displaystyle \mathbb {Z} /n} є редукованим тоді і тільки тоді, коли n = 0 або n є натуральним числом вільним від квадратів.
- Кільце {\displaystyle K[X]/(X^{2})} не є редукованим, оскільки ненульовий елемент {\displaystyle X} є нільпотентним.
- Кільця матриць над будь-яким кільцем не є редукованими. Наприклад для матриць порядку 2 над будь-яким кільцем з одиницею {\displaystyle \left({\begin{matrix}0&1\\0&0\end{matrix}}\right)\cdot \left({\begin{matrix}0&1\\0&0\end{matrix}}\right)=\left({\begin{matrix}0&0\\0&0\end{matrix}}\right).}
- Комутативне кільце R характеристики p є редукованим тоді і тільки тоді, коли його ендоморфізм Фробеніуса є ін'єктивним.

## Властивості
- Будь-яке редуковане кільце є напівпростим (тобто з того, що Jk = {0} для деякого ідеалу J випливає, що J = {0}). Для комутативних кілець поняття редукованості і напівпростоти є еквівалентними. Натомість існують некомутативні кільця що є напівпростими але не редукованими.

Зокрема, як описано в прикладах, кільце квадратних матриць над будь яким кільцем не є редукованим. Натомість двосторонні ідеали кільця {\displaystyle M_{n}(R)} мають вид {\displaystyle M_{n}(I),} де I — двосторонній ідеал кільця R, а тому якщо {\displaystyle M_{n}(I)M_{n}(I)=0} то і II = 0. У випадку напівпростого кільця звідси I = 0 і тому {\displaystyle M_{n}(I)=0.} Тобто кільця квадратних матриць над напівпростими кільцями є напівпростими але не редукованими.
- Підкільця, добутки, локалізації (у комутативному випадку) редукованих кілець є редукованими кільцями.

У випадку локалізації за мультиплікативною множиною S ненульовий елемент r/s де {\displaystyle r\in R,\;s\in S} буде нільпотентним тоді і тільки тоді коли {\displaystyle tr^{n}=0} для деяких {\displaystyle t\in S,\;n\in \mathbb {N} .} Але тоді tr є нільпотентним елементом у R. До того ж tr не є нульовим оскільки тоді б r/s був нульовим елементом у локалізації.
- Якщо всі локалізації за максимальними ідеалами комутативного кільця R є редукованими, то R теж є редукованим.

Припустимо x є ненульовим елементом в R і xn=0. Анігілятор ann(x) міститься в деякому максимальному ідеалі {\displaystyle {\mathfrak {m}}}. Образ елемента x є ненульовим в локалізації кільця R за ідеалом {\displaystyle {\mathfrak {m}}} оскільки в іншому випадку {\displaystyle xs=0} для деякого {\displaystyle s\not \in {\mathfrak {m}}} і {\displaystyle s} належить анігілятору x, всупереч означенню {\displaystyle {\mathfrak {m}}}. Тому локалізація R за {\displaystyle {\mathfrak {m}}} не є редукованим кільцем.
- Множина D дільників нуля у комутативному редукованому кільці є рівною об'єднанню мінімальних простих ідеалів.

Нехай {\displaystyle {\mathfrak {p}}_{i}} — множина (можливо порожня) мінімальних простих ідеалів.
{\displaystyle D\subset \cup {\mathfrak {p}}_{i}:} Нехай x є дільником нуля тобто xy = 0 для деякого ненульового y. Оскільки R є редукованим, то (0) є перетином усіх {\displaystyle {\mathfrak {p}}_{i}} і тому y не належить деякому {\displaystyle {\mathfrak {p}}_{j}}. Оскільки натомість xy належить усім {\displaystyle {\mathfrak {p}}_{i}} то x є елементом {\displaystyle {\mathfrak {p}}_{j}}.
{\displaystyle D\supset {\mathfrak {p}}_{i}:} Нехай {\displaystyle S=\{xy|x\in R-D,y\in R-{\mathfrak {p}}\}}. S є мультиплікативною множиною і тому можна розглянути локалізацію {\displaystyle R\to R[S^{-1}]}. Позначимо {\displaystyle {\mathfrak {q}}} прообраз максимального ідеалу. Тоді {\displaystyle {\mathfrak {q}}} є підмножиною D і {\displaystyle {\mathfrak {p}}_{i}} і з мінімальності {\displaystyle {\mathfrak {q}}={\mathfrak {p}}_{i}}.
- Для загального (не обов'язково комутативного) редукованого кільця R будь-який мінімальний простий ідеал I є сильно простим, тобто R/I є цілісним кільцем.
- Кільце R є редукованим, тоді і тільки тоді, коли воно є підпрямим добутком кілець цілісності, тобто воно є ізоморфним деякому підкільцю прямого добутку кілець {\displaystyle R_{\lambda },\;\lambda \in \Lambda } для якого усі проєкції на {\displaystyle R_{\lambda }} є сюр'єктивними.

## Редукована схема
Схема {\displaystyle (X,{\mathcal {O}}_{X})} називається редукованою, якщо для кожної відкритої множини {\displaystyle U\subset X} кільце {\displaystyle {\mathcal {O}}_{X}(U)} є редукованим. Еквівалентно якщо для кожної точки {\displaystyle x\in X} локальне кільце
{\displaystyle {\mathcal {O}}_{X,x}=\operatorname {lim} _{V\ni x}{\mathcal {F}}(V)}
є редукованим.
Якщо всі локальні кільця X є редукованими і для елемента {\displaystyle f\in {\mathcal {O}}_{X}(U)}  виконується рівність {\displaystyle f^{n}=0,} то образ {\displaystyle f^{n}} у {\displaystyle {\mathcal {O}}_{U,u}} є рівним нулю для всіх {\displaystyle u\in U} і тому {\displaystyle f} теж є рівним нулю у всіх цих кільцях. З означення схеми звідси випливає, що {\displaystyle f=0.}
Навпаки, якщо {\displaystyle {\mathcal {O}}_{X}(U)} є редукованим для всіх відкритих підмножин {\displaystyle U} і ненульового {\displaystyle f\in {\mathcal {O}}_{X,x}} то для будь-якого представника {\displaystyle (U,{\bar {f}}\in {\mathcal {O}}(U))} елемента {\displaystyle f} з означення локального кільця, елемент {\displaystyle {\bar {f}}} є ненульовим і тому не є нільпотентним. Звідси {\displaystyle f}  теж не є нільпотентним у {\displaystyle {\mathcal {O}}_{X,x}.} Звідси випливає еквівалентність двох означень редуковності схем.
Зокрема афінна схема {\displaystyle X=\operatorname {Spec} (R)} є редукованою тоді і тільки тоді коли кільце R є редукованим. 